# Marcos Kirst
Marcos Fernando Kirst (Ijuí, 8 de julho de 1966) é um jornalista, historiador e escritor brasileiro.

## Biografia
De ascendência alemã, cursou Jornalismo na Universidade Federal de Santa Maria. Trabalhou por muitos anos na redação de vários jornais impressos, entre eles A Razão e Diário de Santa Maria, em Santa Maria, e Pioneiro, em Caxias do Sul, onde está radicado desde 1992.
Colaborou com a revista Acontece Sul, de Caxias do Sul, e com os jornais Informante e O Farroupilha, de Farroupilha. Também atuou nos jornais Correio Serrano (de Ijuí) e Folha de Candelária (de Candelária). Assinou por dez anos (2010 a 2020) uma coluna semanal de crônicas no jornal Pioneiro.
Como escritor, tem 26 livros publicados nos gêneros resgate histórico, biografia, romance, crônica, poesia e infanto-juvenil. 

## Reconhecimento
Foi vencedor do Prêmio Vivita Cartier em Caxias do Sul (em 2016) e do Prêmio Açorianos em Porto Alegre (em 2014), ambos com o romance A Sombra de Clara. Seu livro de poemas Em Silêncios venceu o Concurso Anual Literário da Biblioteca Pública Municipal de Caxias do Sul em 2011, na categoria Obra Literária.
Foi Patrono da Feira do Livro de Caxias do Sul em 2010. Em 2019 recebeu o Troféu ARI Serra Gaúcha na categoria "Jornalismo Digital e Impresso", concedido pela seccional regional da Associação Riograndense de Imprensa e pela Câmara de Indústria, Comércio e Serviços de Caxias do Sul. Em 7 de julho de 2020 a Câmara de Vereadores de Caxias do Sul aprovou por unanimidade a outorga do título de Cidadão Caxiense ao escritor, em reconhecimento da sua contribuição à cultura da cidade.